# Marko Daňo
Marko Daňo (n. 30 noiembrie 1994, Eisenstadt, oraș statutar⁠(d), Austria) este un jucător de hochei pe gheață ce a reprezentat Slovacia, medaliat olimpic. A participat la o ediție a Jocurilor Olimpice (2022) în care a câștigat o medalie de bronz.